# Peterongan (Peterongan)
Peterongan is een bestuurslaag in het regentschap Jombang van de provincie Oost-Java, Indonesië. Peterongan telt 8039 inwoners (volkstelling 2010).